# Mesoplophora ignota
Mesoplophora ignota är en kvalsterart som beskrevs av Wojciech Niedbała 1988. Mesoplophora ignota ingår i släktet Mesoplophora och familjen Mesoplophoridae. Inga underarter finns listade i Catalogue of Life.